# اسی دیویس
اسی دیویس (انگلیسی: Essie Davis؛ زادهٔ ۱۹ ژانویه ۱۹۷۰) یک هنرپیشه اهل استرالیا است.
از فیلم‌ها یا برنامه‌های تلویزیونی که وی در آن نقش داشته است می‌توان به ماتریکس: بارگذاری مجدد، انقلاب‌های ماتریکس، استرالیا، دختری با گوشواره مروارید، بابادوک و دندان شیری اشاره کرد.